# La Pallotina
La Pallotina – polski chrześcijański zespół muzyczny, założony w 2005 roku przez księdza Andrzeja Daniewicza. Nazwa zespołu pochodzi od św. Wincentego Pallottiego, rzymskiego kapłana pierwszej połowy XIX wieku, założyciela wspólnoty pallotynów.

## Historia
Praca nad trzecią płytą Alter rozpoczęła się na początku 2013 r. Dwuletni wysiłek twórczy i produkcyjny został podsumowany mixem Jacka Wąsowskiego. Smaku całej płycie nadają również riffy gitarowe gościnnie występującego Adama Szewczyka. Premiera albumu zespołu La Pallotina odbyła się 20 października. Alter wybrzmiał pierwszy raz podczas bardzo męskiego wydarzenia: koncertu ON – odwaga, odpowiedzialność, męstwo. Przesłanie krążka idealnie pasuje do koncertu, podczas którego miała miejsce jego premiera. Wydarzenie miało miejsce w warszawskich Hybrydach. Alter to 11 utworów autorstwa księdza Andrzeja Daniewicza zaaranżowanych przez zespół. Utwór „Naprawdę Przyjdź” zapowiada 4 album pt. „Miłość nad Wisłą“, który ukaże się 22 stycznia 2018 roku.

## Muzycy
- Andrzej Daniewicz – lider, wokal, gitara
- Piotr Szewczenko – gitara
- Dominik Sławiński – gitara basowa, chórki
- Witek Wilk – perkusja, perkusja elektroniczna
- Monika Borczon – manager i stylistka zespołu

## Dyskografia
- 2008 Pusty plac (vivisound)
- 2010 Urodzisz się od nowa (vivisound)
- 2013 Alter
- 2018 Miłość nad Wisłą